# هانس یورگن بویسن
هانس یورگن بویسن (انگلیسی: Hans-Jürgen Boysen؛ زادهٔ ۳۰ مهٔ ۱۹۵۷) بازیکن فوتبال اهل آلمان است.
از باشگاه‌هایی که در آن بازی کرده‌است می‌توان به باشگاه فوتبال کارلسروهه، باشگاه فوتبال مانهایم، و باشگاه فوتبال زاربروکن اشاره کرد.